# Orița M1941
A Orița é uma submetralhadora 9×19mm Parabellum que foi fabricada na Romênia durante a Segunda Guerra Mundial e por vários anos depois. Foi nomeada em homenagem ao Capitão Marin Orița (Corpo Técnico Militar, Exército Romeno), que é creditado na Romênia por seu projeto. (Outras fontes descrevem a Orița como um projeto conjunto tcheco-romeno; o tcheco Leopold Jašek e o romeno Nicolae Sterca também são considerados como tendo contribuído para seu projeto.) A produção em massa foi feita pela CMC Uzinele Metallurgice Copșa Mică junto com a Uzina Mecanică Cugir. A primeira versão, Modelo 1941, entrou em serviço operacional com o Exército Romeno em 1943. Dois modelos aprimorados posteriores foram o Modelo 1948, com uma coronha de madeira fixa, e o raro paraquedista Modelo 1949, com uma coronha de metal dobrável. Permaneceu em serviço com o Exército Romeno até ser substituída na década de 1960 pelo mais poderoso Pistol Mitralieră model 1963/1965, uma versão romena do fuzil de assalto AK-47. A Orița permaneceu em serviço com os Guardas Patrióticos ("Gărzile Patriotice") até a década de 1970.
Com uma taxa de produção de 666 peças por mês desde outubro de 1942, 6.000 foram produzidas até outubro de 1943.
Uma pequena quantidade dessas armas romenas também foi usada pela Wehrmacht durante os dois últimos anos da Segunda Guerra Mundial.

## Outras especificações
Estriamento: 6 ranhuras para a direita

## Carabina Orița
Uma versão carabina da Orita foi projetada, com câmara em 9×23mm Steyr. Apenas um protótipo foi produzido; ele está preservado no Museu Militar Nacional em Bucareste.